# Diocesi di Libmanan
La diocesi di Libmanan (in latino: Dioecesis Libmanana) è una sede della Chiesa cattolica nelle Filippine suffraganea dell'arcidiocesi di Cáceres. Nel 2021 contava 484.630 battezzati su 523.873 abitanti. È retta dal vescovo José Rojas Rojas.

## Territorio
La diocesi comprende le municipalità di Milaor, Minalabac, Pamplona, Pasacao, San Fernando, Cabusao, Libmanan, Lupi, Del Gallego, Ragay e Sipocot nella provincia filippina di Camarines Sur sull'isola di Luzon.
Sede vescovile è la città di Libmanan, dove si trova la cattedrale di San Giacomo apostolo.
Il territorio si estende su 1.903 km² ed è suddiviso in 30 parrocchie.

## Storia
La prelatura territoriale di Libmanan fu eretta il 9 dicembre 1989 con la bolla Philippinis in Insulis di papa Giovanni Paolo II, ricavandone il territorio dall'arcidiocesi di Cáceres.
Il 25 marzo 2009 è stata elevata al rango di diocesi con la bolla Cum in Philippinis di papa Benedetto XVI.

## Cronotassi dei vescovi
Si omettono i periodi di sede vacante non superiori ai 2 anni o non storicamente accertati.
- Prospero Nale Arellano † (9 dicembre 1989 - 19 maggio 2008 dimesso)
- José Rojas Rojas, dal 19 maggio 2008

## Statistiche
La diocesi nel 2021 su una popolazione di 523.873 persone contava 484.630 battezzati, corrispondenti al 92,5% del totale.
| anno | popolazione | popolazione | popolazione | presbiteri | presbiteri | presbiteri | presbiteri                | diaconi | religiosi | religiosi | parrocchie |
| anno | battezzati  | totale      | %           | numero     | secolari   | regolari   | battezzati per presbitero | diaconi | uomini    | donne     | parrocchie |
| ---- | ----------- | ----------- | ----------- | ---------- | ---------- | ---------- | ------------------------- | ------- | --------- | --------- | ---------- |
| 1990 | 322.707     | 391.924     | 82,3        | 20         | 20         |            | 16.135                    |         |           | 7         | 17         |
| 1999 | 450.033     | 476.402     | 94,5        | 31         | 27         | 4          | 14.517                    |         | 4         | 17        | 19         |
| 2000 | 494.652     | 509.491     | 97,1        | 31         | 27         | 4          | 15.956                    |         | 4         | 17        | 19         |
| 2001 | 497.652     | 510.500     | 97,5        | 32         | 28         | 4          | 15.551                    |         | 4         | 17        | 21         |
| 2002 | 384.083     | 419.237     | 91,6        | 32         | 28         | 4          | 12.002                    |         | 25        | 17        | 21         |
| 2003 | 387.108     | 423.485     | 91,4        | 32         | 29         | 3          | 12.097                    |         | 53        | 17        | 22         |
| 2013 | 550.000     | 594.000     | 92,6        | 39         | 37         | 2          | 14.102                    |         | 2         | 18        | 28         |
| 2016 | 579.000     | 626.000     | 92,5        | 41         | 36         | 5          | 14.121                    | 1       | 22        | 31        | 28         |
| 2019 | 494.759     | 531.432     | 93,1        | 50         | 43         | 7          | 9.895                     |         | 24        | 25        | 29         |
| 2021 | 484.630     | 523.873     | 92,5        | 45         | 38         | 7          | 10.769                    | 1       | 30        | 26        | 30         |